# گرسنگی (فیلم ۱۹۶۶)
گرسنگی (دانمارکی: Sult) فیلمی سیاه و سفید به کارگردانی هنینگ کارلسن با بازی پر اسکارشون بازیگر سوئدی است که در سال ۱۹۶۶ منتشر شد. این فیلم بر اساس رمان گرسنگی از کنوت هامسون نویسنده نروژی برنده جایزه نوبل ساخته شده‌است. فیلم گرسنگی که در اسلو فیلمبرداری شده نخستین فیلمی بود که با کار مشترک سه کشور اسکاندیناوی ساخته شد.
این فیلم با تمرکز بر زندگی فردی فقیر و دست از جان شسته شاهکاری در جنبش رئالیسم اجتماعی محسوب می‌شود. مورخان سینما باور دارند که این اولین فیلم دانمارکی پس از کارهای کارل تئودور درایر است که توانسته در جهان مورد توجه جدی قرار بگیرد.

## خلاصه فیلم
داستان فیلم دربارهٔ پونتوس (اسکارشون)، نویسنده‌ای گرسنه و تنها، در سال ۱۸۹۰ است که در خیابان‌های کریستیانیا (اسلو) به دنبال عشق و به چاپ رساندن کارهایش پرسه می‌زند.

## جوایز
این فیلم نامزد نخل طلایی در جشنواره فیلم کن و برنده جایزه بودیل برای بهترین فیلم دانمارکی در سال ۱۹۶۷ شد. اسکارشون برندهٔ جایزه بهترین بازیگر نقش اول مرد در جشنواره فیلم کن ۱۹۶۶، جایزه بهترین بازیگر مرد در چهارمین دوره جوایز گولدباگن، جایزه بودیل ۱۹۶۷ و جایزه انجمن ملی منتقدان فیلم در آمریکا برای بهترین بازیگر در سال ۱۹۶۸ شد. گرسنگی همچنین در سی و نهمین دوره جوایز اسکار به عنوان فیلم دانمارکی شرکت‌کننده برای جایزه اسکار بهترین فیلم خارجی زبان برگزیده اما برای نامزدی انتخاب نشد.